# Josef Adolf Lang
Josef Adolf Lang, auch Joseph Adolph Lang (* 18. Dezember 1873 in Wien; † 3. November 1936 ebenda), war ein österreichischer Porträt- und Dekorationsmaler sowie Lithograf und Grafiker.

## Leben

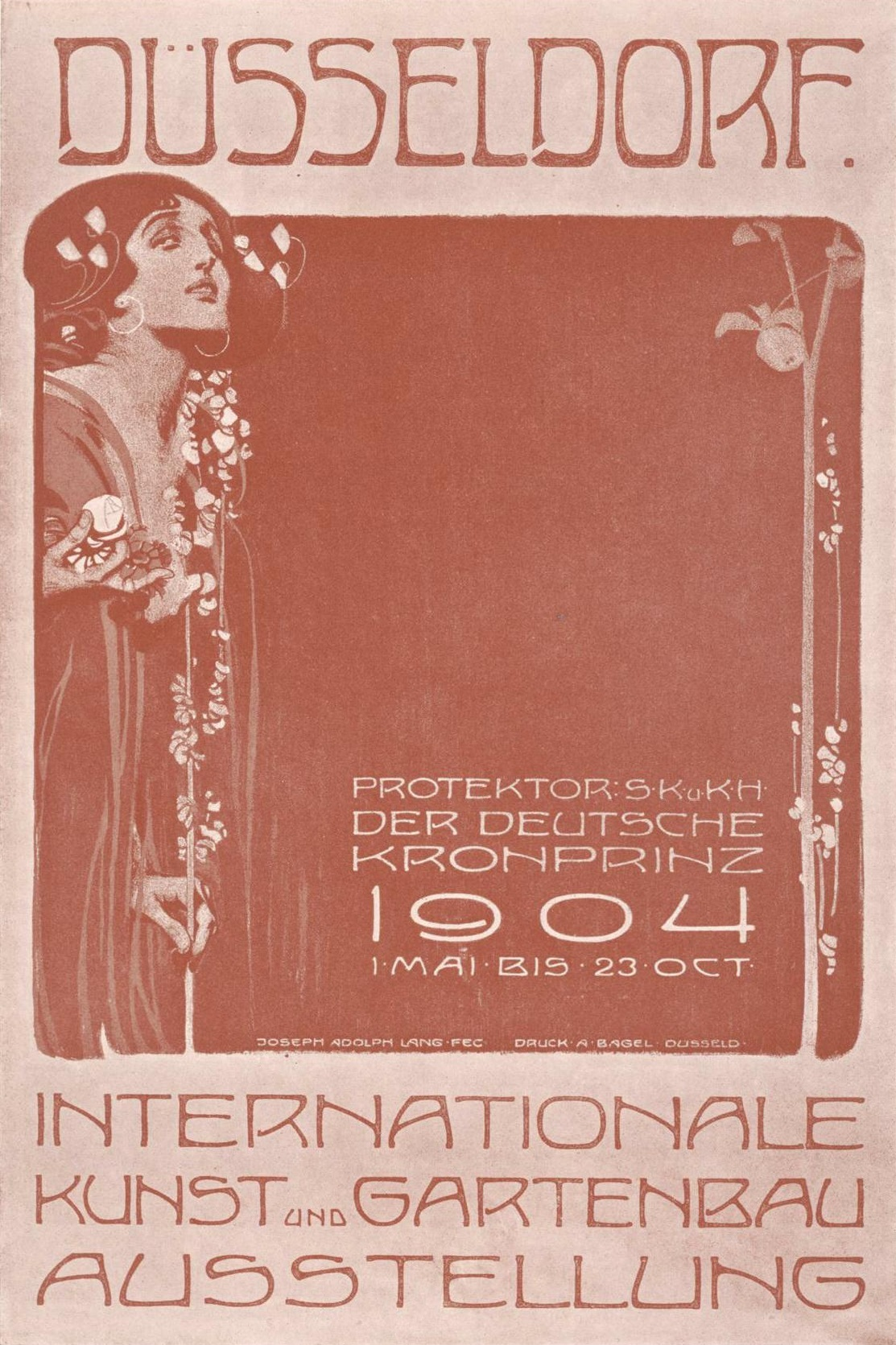
Plakat der Internationalen Kunst- und Gartenbau-Ausstellung Düsseldorf 1904

Lang lebte nach einem Studium an der Akademie der bildenden Künste Wien zu Beginn des 20. Jahrhunderts in Düsseldorf, wo er Plakate entwarf, 1902 für eine Ausstellung des Vereins der Düsseldorfer Künstler, 1903 für die Internationale Kunst- und Gartenbau-Ausstellung Düsseldorf 1904. Von 1906 bis 1914 war er Mitglied des Künstlervereins Malkasten. Ab 1911 studierte er an der Königlichen Akademie der Bildenden Künste in München. Dort war unter anderem Hugo von Habermann sein Lehrer.